# クロード・フロロー (ディズニーキャラクター)
- ノートルダムの鐘 > クロード・フロロー (ディズニーキャラクター)
- ディズニーヴィランズ > クロード・フロロー (ディズニーキャラクター)

クロード・フロロー（Claude Frollo）は、ディズニーの34作目のアニメ映画『ノートルダムの鐘』（1996年）の架空のキャラクターであり、主要な悪役である。彼はヴィクトル・ユーゴーの1831年の小説『ノートルダム・ド・パリ』に登場する大助祭クロード・フロローを基にしている。

## 個性
フロローは、ディズニー映画では無慈悲で自己正当化し、自己中心的でナルシスト、偽善的で短気、操作的で狂信的な宗教家として描かれている。彼は世界とその中にいるすべての人々（自分を除いて）を腐敗して罪深いものと見なし、特にパリのロマ（ジプシー）に対して激しい憎しみを抱き、長い年月をかけてでも彼らを根絶やしにしたいと望んでいる。原作のユーゴーの小説と同様に、フロローはカジモドを養子にし、ロマの娘エスメラルダに執着するあまり、彼女が自分のものになるか、さもなくば彼女を処刑するという決意を固める。フロローは、自分の行動がすべて神の意志によるものだと信じているが、エスメラルダに欲望を抱き、彼女の人々やカジモドに対して残酷な扱いをしているという偽善には気づいていない。
原作の小説とは異なり、ディズニー映画のフロローには救いようのある面は全くなく、彼はノートルダム大聖堂の階段でカジモドの母親を殺害し、幼いカジモドをも殺そうと考えていたが、大助祭に説得されて罪を償うためにその子を養子にした。また、フロローは無能な養育者であり、カジモドは学習障害がないにもかかわらず20歳になってもまだアルファベットを学んでいた。さらに、フロローはカジモドに対して精神的な虐待を行い、彼を操作していたが、最終的にカジモドが反抗したときには彼を殺そうとした。監督のゲイリー・トルースデールは、この映画のフロローを「ひどい人物」と表現し、彼に声を当てたトニー・ジェイは、彼を映画『羊たちの沈黙』のハンニバル・レクターに例えている。

## 出演

### ノートルダムの鐘
映画の中で、フロローと彼の兵士たちは、ボートでパリに移住しようとするロマ（ジプシー）一団を捕える。その中のロマの女性が、奇形の赤ん坊を連れて逃げようとするが、彼女はノートルダム大聖堂の外でフロローに殺されてしまう。彼女はフロローから逃れるために聖堂で保護を求めていた。フロローは赤ん坊の奇形を恐れ、その子を近くの井戸に投げ込んで溺れさせようとするが、大聖堂の大助祭が介入し、フロローを無実の女性を殺害した罪で非難する。神罰を恐れたフロローは、不本意ながらもその奇形の子を自分の息子として育てることを承諾し、罪を償うとともに、その子がいつか「役に立つ」ことを期待する。彼はその子に「カジモド」（「半ば形作られた」という意味）という残酷な名前を付け、大聖堂の外の世界は罪深い場所であり、人々は彼の奇形を理由に彼を憎み、拒絶すると教え込み、さらに嘘をついて、母親が彼を溺れさせようとしたのをフロローが救ったとさえ言う。
20年後、フロローは司法宮で新たに衛兵隊長にフィーバスを任命し、彼の目的がロマの人々の住処である「奇跡の法廷」を突き止めて、彼らを根絶やしにすることであると述べる。毎年恒例の愚者祭に出席している際、フロローはロマの踊り子エスメラルダに目を奪われる。彼女は彼の前で踊り、彼の鼻にキスをする。その時、カジモドが鐘楼を出て祭りに参加していることに気づく。彼の奇形を理由に「愚者の王」に選ばれたにもかかわらず、フロローの衛兵2人が暴動を起こしたことで、カジモドは群衆に辱められる。フロローはカジモドに教訓を与えるため、彼を助けるのを遅らせ、さらにはフィーバスが残虐行為を止めるよう求めたのを拒否し続けるが、エスメラルダが大胆にもカジモドを解放する。エスメラルダは、フロローがカジモドを助けなかったことや、旅人や他の社会のはぐれ者に対する彼の残酷な扱いを非難し、魔法のトリックを使って逮捕を逃れる。フィーバスは、彼女を魔法使いとしてノートルダム内で逮捕するのを拒否し、代わりに彼女が聖堂内で保護を求めたとフロローに伝える。大助祭はフロローとその兵士たちに出て行くよう命じ、2度と聖堂を襲わないと約束したことを思い出させる。
司法宮の暖炉の部屋で、フロローはエスメラルダに欲望を抱き、歌を通して聖母マリアに彼女の「呪い」から救ってくれるよう懇願する。そして彼は、彼女が自分のものになるか、さもなくば死ぬことになると決意し、神に対して2人ともに慈悲を求める。フロローはエスメラルダがノートルダムを脱出したと知ると、彼女を見つけるために市全体での捜索を開始し、ロマの人々を捕らえたり、無数の家を焼き払ったりする。フィーバスはフロローの行動に愕然とし、公然と彼に反抗するが、フロローは激怒して彼を処刑するよう命じる。逃げる途中、フィーバスは矢で撃たれセーヌ川に落ちるが、エスメラルダが彼を救い、ノートルダムに連れて行く。
フロローは、カジモドがエスメラルダの脱出を助けたと気づき、激怒してノートルダムに戻り、カジモドに「お前のせいで街が燃えているのだ」と告げる。フロローは嘘をつき、奇跡の法廷の場所を知っており、夜明けに攻撃すると言う。以前、エスメラルダはカジモドに、彼とフィーバスが奇跡の法廷を見つけるのに役立つペンダントを渡しており、彼らはロマの人々に攻撃の警告をする。フロローは彼らを追い、彼の兵士たちはそこにいた全員を捕らえ、カジモドに感謝して「いつか役に立つ」と確信していたと言う。その後、フロローはノートルダムの前でエスメラルダを火刑に処する準備をするが、彼の欲望に屈すれば命を助けると申し出る。エスメラルダは彼の申し出を拒否し、フロローは彼女を処刑しようとする。フロローの残酷さに疲れたカジモドは、鎖を断ち切り、意識を失ったエスメラルダを救い、彼女を聖堂に連れて行く。
激怒したフロローは、兵士たちに聖堂を奪うよう命じ、約束を無視し、大助祭の制止も聞き入れない。フィーバスは捕らえられていたロマを解放し、フロローとその兵士たちに対抗してパリ市民を鼓舞し、カジモドは溶けた鉛を聖堂の周りに注いでそれを守る。悔い改める機会を捨てたフロローは、剣を持ってカジモドとエスメラルダを殺すために聖堂のバルコニーまで追い詰め、そこでカジモドに母親を殺したことを間接的に明かし、彼を驚愕させる。カジモドが慈悲をもってフロローを溶けた鉛に落ちるのを救ったにもかかわらず、フロローは無情にもガーゴイル像に登り、剣を振り上げてエスメラルダとカジモドを打とうとするが、そのガーゴイル像が崩れ、彼はバランスを失う。その瞬間、恐怖に駆られたフロローは、ガーゴイルの悪魔の顔が生き返り、自分に向かってうなり声を上げるのを目にする。ガーゴイル像は完全に崩れ落ち、フロローは溶けた鉛の中（象徴的に地獄）へと落ちて死んでしまう。

### その他の出演
フロローは、アニメテレビシリーズ『ハウス・オブ・マウス』で、クラブのゲストの1人として繰り返しカメオ出演している。また、シリーズのビデオ作品『ミッキーの悪いやつには負けないぞ!』にもカメオ出演している。
フロローは、アンソロジー映画『ディズニー・ヴィランズ／悪者コレクション決定版』に登場するディズニーヴィランズの1人であり、彼の歌「罪の炎（Hellfire）」のシーンが映画のクリップとして登場する。
『キングダム ハーツ』シリーズでは、フロローはビデオゲーム『キングダム ハーツ 3D ［ドリーム ドロップ ディスタンス］』に登場し、ラ・シテ・デ・クローシュの世界で主要な悪役として、映画『ノートルダムの鐘』と同じ役割を果たす。
クロード・フロローは、ビデオゲーム『ディズニー マジックキングダムズ』にも期間限定でアンロックできるプレイ可能なキャラクターとして登場する。
ゲーム『ディズニー ツイステッドワンダーランド』では、フロローを「ツイステッド」させたキャラクターとして、ロロ・フランムという若い男性が登場し、「グロリアス･マスカレード〜紅蓮の花と救いの鐘〜」に初登場する。

## 製作
フロローの声はトニー・ジェイが担当した。監督のカーク・ワイズとゲイリー・トルースデールは、彼の前作『美女と野獣』（1991年）での短い出演（モンシュー・ダーケ役）を基に、彼をフロロー役に選んだ。アニメーションはキャシー・ズィーリンスキーが担当しました。キャラクターの特徴は、俳優のスチュワート・グレンジャーやハンス・コンリードからインスピレーションを受けており、特に後者の1953年の映画『ドクターTの5000本の指』での姿が参考にされている。映画のプロデューサーであるドン・ハーンは、フロローのキャラクターが『シンドラーのリスト』でレイフ・ファインズが演じたアーモン・ゲート（ユダヤ人を憎み殺害する一方で、ユダヤ人のメイドに欲望を抱くナチス将校）からインスピレーションを受けたと述べている。脚本家のタブ・マーフィーは、フロローを大助祭ではなくパリの司法大臣にすることで、映画の完成版で宗教的な配慮を避けた。

## キャスト

### 原語版声優
- トニー・ジェイ（1996年 - 1998年）[7]
- コーリー・バートン（2012年）：『キングダム ハーツ 3D ［ドリーム ドロップ ディスタンス］』を担当。

### 日本語吹替版声優
- 日下武史（1996年）：『ノートルダムの鐘』の台詞部分を担当[8]。
- 村俊英（1996年）：『ノートルダムの鐘』の歌唱部分を担当[8]。
- 佐々木省三（2012年）：『キングダム ハーツ 3D ［ドリーム ドロップ ディスタンス］』を担当[9]。